# Tortula canescens
Tortula canescens là một loài Rêu trong họ Pottiaceae. Loài này được Mont. miêu tả khoa học đầu tiên năm 1833.